# Sistema fotométrico UBV

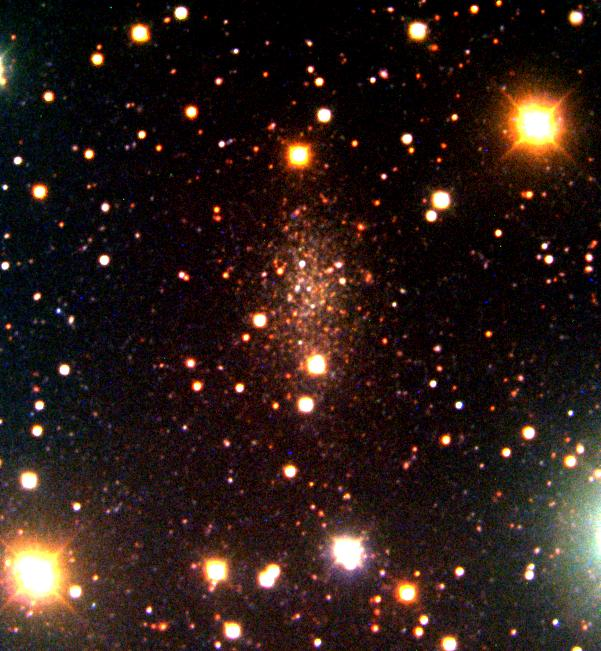
La imagen fue obtenida por Deidre A. Hunter, del Observatorio Lowell. Es una imagen UBV, con el azul representando la banda U (UV), el verde representando la banda B (azul), y el rojo asignado a la banda V (luz visible). Fue tomada de la colección UBV de Deidre A. Hunter.

El Sistema fotométrico UBV,  también conocido como Sistema de Harold Johnson (o sistema de Johnson-Morgan), es un sistema fotométrico de banda ancha para la clasificación estelar regido en función del color del astro. Es el primer sistema fotométrico estandarizado. Las letras U, B y V  indican respectivamente Ultravioleta, azul y espectro visible, las cuales son medidas para clasificar a una estrella en el sistema UBV. La elección de colores pertenecientes al extremo azul del espectro se debe a la tendencia que tiene el papel fotográfico a captar estos colores. Fue introducido en 1950 por el astrónomo americano Harold Lester Johnson y William Wilson Morgan.
Los filtros son seleccionados de tal modo que la longitud de onda principal que responda a ellos sea 364 nm para U, 442 nm para B, 540  para V.
El punto cero de B-V y U-B índice de color fue definido para ser cero para que las estrellas A0 V no se vieran afectadas por el Enrojecimiento interestelar (fenómeno asociado a la extinción estelar).
El sistema UBV tiene ciertas desventajas. La corta longitud de onda del filtro U está más definida por la atmósfera terrestre que por el filtro en sí mismo. Debido a esto (y a las magnitudes observadas) puede variar con la altitud, y las condiciones atmosféricas. Sin embargo, son muchas las medidas que se han tomado mediante este sistema de cuantificación.
En fotometría, parte del espectro electromagnético filtrada por el filtro V Johnson, de color verde: el pico de transmisión está situado hacia los 550 nanómetros (color verde). Corresponde de modo muy aproximado a la máxima sensibilidad del ojo humano; fotométricamente es muy similar a la magnitud fotovisual (mpv) de los antiguos fotometros fotoeléctricos, en contraposición a la magnitud fotográfica (mpg) de las placas fotográficas, mucho más sensibles a la luz de onda corta (violeta y azul).
Dentro del sistema fotométrico UBV, o de Johnson, la Banda V es la que posee de mayor longitud de onda de las tres originales: U (ultravioleta), B (azul, Banda B) y V (verde o visual).
En el sistema UBVRI, la Banda V corresponde a una zona intermedia del espectro más corta que los filtros R (rojo) e I (infrarrojo).
Es muy usual en Astronomía utilizar el denominado índice de color B-V, que no es más que la diferencia entre la magnitud obtenida por el filtro B y la obtenida por el V: con este valor puede determinarse de modo muy aproximado la temperatura superficial de las estrellas y el tipo espectral al que corresponde.